# Dirk Cornelis Buurman van Vreeden
Dirk Cornelis Buurman van Vreeden (Surakarta, 16 juni 1902 - Parijs, 12 juni 1964) was een Nederlandse luitenant-generaal, commandant van het Nederlands-Indische leger.

## Loopbaan
Buurman van Vreeden volgde de HBS in Den Haag en Kampen en ging vervolgens, in 1921, naar de Koninklijke Militaire Academie in Breda; hij werd hierna benoemd tot luitenant der artillerie bij het Koninklijk Nederlands-Indische Leger: het KNIL. Buurman van Vreeden studeerde in de periode 1931-1934 aan de Hogere Krijgsschool in Den Haag en vervulde daarna diverse militaire functies bij het Indische leger in Nederlands-Indië. Tijdens de oorlogsperiode was hij liaisonofficier bij de Nederlandse ambassades in Chongqing in China, New Delhi (India) en in Singapore. Na de oorlog keerde hij terug in Nederlands-Indië en werd hij in 1946 benoemd tot chef van de Generale Staf van het Indische leger. Na het plotselinge overlijden van generaal Spoor, op 25 mei 1949, werd Buurman van Vreeden waarnemend - en op 8 juli 1949 definitief - legercommandant van het Indische leger (met de rang van luitenant-generaal) en tot hoofd benoemd van het Departement van Oorlog in Nederlands-Indië. Op 25 juli 1950 droeg hij zijn hoofdkwartier over aan het Indonesische leger.
Aangekomen in Nederland vervulde Buurman van Vreeden tot zijn pensionering in 1957 functies in het Nederlandse leger. Een van deze functies was die van Nederlands territoriaal bevelhebber; in deze functie werd hij opgevolgd door generaal C.J. Valk. Daarna werkte hij tot zijn dood bij de bewapeningscontrolecommissie van de West-Europese Unie in Parijs. 

## Onderscheidingen
- Ridder in de Orde van de Nederlandse Leeuw
- Grootofficier in de Orde van Oranje-Nassau
- Oorlogsherinneringskruis
- Ereteken voor Orde en Vrede
- Onderscheidingsteken voor Langdurige Dienst als officier
- Inhuldigingsmedaille 1948
- Grootofficier in de Kroonorde
- Commandeur in de Orde van het Britse Rijk